# گروه سیگال
گروه سیگال (انگلیسی: The Siegel Group) شرکت املاک و مستغلات آمریکایی است، که در سال ۲۰۰۱ تأسیس شد.